# Trnovec nad Váhom
Trnovec nad Váhom es un municipio del distrito de Šaľa, en la región de Nitra, Eslovaquia. Tiene una población estimada, a fines de 2020, de 2692 habitantes. 
Está ubicado al oeste de la región, cerca del río Váh (cuenca hidrográfica del Danubio) y de la frontera con la región de Trnava.